# Iñaki Sáez
José Ignacio „Iñaki” Sáez Ruiz (Bilbao, 1943. április 23. –) spanyol válogatott labdarúgó, edző.
A spanyol válogatott szövetségi kapitánya volt a 2004-es Európa-bajnokságon.
A spanyol korosztályos válogatottakkal válogatottakkal U19-es, U21-es Európa-bajnoki, ifjúsági világbajnoki és olimpiai ezüstérmet ért el (2000).

## Sikerei, díjai

### Játékosként
Athletic Bilbao
- Spanyol kupagyőztes (2): 1968–69, 1972–73

### Edzőként
Athletic Bilbao
- Spanyol másodosztályú bajnok (2): 1982–83, 1988–89

Spanyolország U19
- U19-es Európa-bajnok (1): 2002

Spanyolország U20
- U20-as világbajnok (1): 1999

Spanyolország U21
- U21-es Európa-bajnok (1): 1998

Spanyolország U23
- Olimpiai ezüstérmes (1): 2000

## Külső hivatkozások
- BDFutbol játékos profil
- BDFutbol edzői profil
- Athletic Bilbao profil
- Válogatottsági adatok (spanyolul)
- Iñaki Sáez a National-football-teams.com oldalon